# Jackie Shroff
Jaikishen Kakubhai "Jackie" Shroff (1 de fevereiro de 1957) é um ator indiano. Ele é uma estrela do cinema híndi (Bollywood) por mais de quatro décadas e desde 2015 já apareceu em mais de duzentos filmes em dez línguas (Hindi, concani, canaresa, marata, oriá, panjabi, bengali,  malaiala, tâmil e telugo). Ele já levou pelo menos três prêmios Filmfare Awards.